# شيء واحد حقيقي
شيء واحد حقيقي هو فيلم درامي أمريكي صدر عام 1998 من إخراج كارل فرانكلين. يحكي قصة امرأة في العشرينات من عمرها أُجبرت على تأجيل حياتها من أجل رعاية والدتها التي تحتضر بسبب السرطان. تم تعديل السيناريو بواسطة كارين كرونر من رواية آنا كويندلين، حيث تستند القصة إلى صراع كويندلين الخاص مع وفاة والدتها، برودنس بانتانو كويندلين، بسبب سرطان المبيض في عام 1972.[وصلة مكسورة]

## طاقم التمثيل
- ميريل ستريب في دور كيت غولدن
- رينيه زيلويغر في دور إلين غولدن
- وليام هيرت بدور جورج غولدن
- توم إيفريت سكوت في دور بريان غولدن
- لورين جراهام في دور جول
- نيكي كات بدور جوردان بيلزر
- جيمس إيكهاوس كمدعي عام
- باتريك برين في دور السيد تويدي

## الإستقبال

### ردود فعل النقاد
تلقى شيء واحد حقيقي مراجعات إيجابية في الغالب من النقاد، حيث كانت ستريب موضوع الإشادة لجلب الدفء والطاقة الطبيعية بدلاً من الظهور البارد والتقني. على روتن توميتوز، حصل الفيلم على تصنيف 89 ٪ بناءً على آراء 61 منتقدًا. موقع ميتاكريتك المماثل يصنفه على أنه 63 من أصل 100 بناءً على مراجعات من 25 ناقدًا، مما يشير إلى «المراجعات الإيجابية بشكل عام». منح الجمهور الذي استطلعت آراؤه في سينماسكور الفيلم درجة "A" على مقياس من A إلى F.

### الجوائز
تم ترشيح ستريب لجائزة الأوسكار لأفضل ممثلة عن أدائها في الفيلم، لكنها خسرت أمام جوينيث بالترو عن دورها في فيلم شكسبير في الحب.

## روابط خارجية
- One True Thing  في قاعدة بيانات الأفلام على الإنترنت (بالإنجليزية)
- [http://allmovie.com/movie/v173495 One True Thing

] على موقع أول موفي.